# طوطی تاج‌گلی
طوطی تاج‌گلی (نام علمی: Pyrrhura rhodocephala)، که همچنین به عنوان طوطی سرگل، کنور تاج‌گل یا کنور سرگل نیز شناخته می‌شود، گونه‌ای از طوطی‌های خانواده طوطیان راستین و سردهٔ Pyrrhura و بومی ونزوئلا است.